# Trickshot
Trickshot, inaczej bilard artystyczny jest elementem bilardu, polegający na pokazie trików bilardowych. Bile można dowolnie ustawiać, można ustawiać inne przedmioty na stole, które mają posłużyć w pokazie trików. Triki można wykonywać zarówno na stole do poola: 6, 7, 8, 9 ft lub na stole do snookera (12 ft). Triki dzielone są na 9 kategorii:
- jump - bile podskakują, skaczą, zazwyczaj bila biała przeskakuje jakąś przeszkodę i wbija inną bilę
- masse - bila biała wykonuje różnego rodzaje zakola, cofa się, omija inną bilę i trafia inną
- follow - bila biała uderza inną bilę, tak jakby chciała ją wyprzedzić
- stroke - bila biała uderza inną (bądź inne) bile tak, aby wbić jak najwięcej bil
- bank - bila biała jest tak uderzona, aby ona i inne bile odbijały się jak najwięcej razy od band
- draw - bila biała jest tak uderzona, że uderza inną bilę, ale potem cofa się i wbija jeszcze inną
- kick - bila biała uderza inną bilę, ta odbija się od jeszcze innej lub od bandy i z pomocą bili, w którą biała uderza, ta wpada do łuzy
- prop, novelty - w tej kategorii wykonuje się różne dziwne, czasem śmieszne triki z wykorzystaniem innych przedmiotów